# Al-Ma'un
Al-Ma'un (L'Assistenza) è la centosettesima Sura del Corano, una sura meccana composta da 7 versetti. Questa sura affronta il tema dell'ipocrisia e della mancanza di compassione e generosità verso gli altri, enfatizzando l'importanza di compiere buone azioni e di aiutare i bisognosi.

## Contenuto
- L'Atto di Negare l'Assistenza: La sura inizia condannando coloro che negano l'assistenza ai bisognosi, rifiutandosi di offrire anche le azioni più piccole di beneficenza e compassione.
- L'Indifferenza verso gli Orfani: Viene criticata l'indifferenza verso gli orfani, coloro che sono vulnerabili e dipendono dall'assistenza e dalla generosità degli altri.
- La Mancanza di Compassione verso i Poveri: La sura sottolinea la mancanza di compassione verso i poveri, coloro che sono privi di risorse materiali e hanno bisogno di sostegno per soddisfare i loro bisogni primari.
- La Dura Condanna dei Mancatori di Assistenza: Alla fine della sura, viene pronunciata una dura condanna verso coloro che negano l'assistenza ai bisognosi, minacciando una punizione severa per la loro mancanza di compassione e generosità.

## Analisi
La Sura Al-Ma'un è significativa perché sottolinea l'importanza della compassione, della generosità e dell'assistenza verso gli altri, condannando coloro che negano l'assistenza ai bisognosi. Essa richiama l'attenzione sulla responsabilità individuale nel compiere buone azioni e nel mostrare compassione verso gli altri, soprattutto verso gli orfani e i poveri. Inoltre, la sura condanna l'ipocrisia di coloro che professano la fede ma non dimostrano vera devozione attraverso le loro azioni. Pertanto, la sura serve come un richiamo alla compassione e alla generosità, invitando i credenti a mostrare solidarietà verso i bisognosi e a impegnarsi nel compiere buone azioni per il bene della società.